# لسنویه اوکولوو
لسنویه اوکولوو (انگلیسی: Lesnoye Ukolovo) یک شهرک در بخش کراسننسکی استان بلگورود کشور روسیه است.